# Бумбар лебдилица
Бумбар лебдилица (лат. Bombylius) представља велики род мува који припада породици мува лебдилица (Bombyliidae) познатих и као пчелиње муве, пошто упадљиво личе на пчеле и бумбаре, а заступљени су широм света.

## Врсте
Списак 341 врсте рода Bombylius:
- Bombylius aaroni Baez, 1983 c g
- Bombylius abominalis Wiedemann, 1828 c g
- Bombylius acrophylax Greathead, 1991 c g
- Bombylius aestivus Johnson and Johnson, 1975 i c g
- Bombylius agilis Olivier, 1789 c g
- Bombylius aksarayensis Hasbenli & Zaitzev, 2000 c g
- Bombylius albaminis Seguy, 1949 c g
- Bombylius albicapillus Loew, 1872 i c g b
- Bombylius albopenicillatoides (Hall and Evenhuis, 1981) i c g
- Bombylius albopenicillatus Bigot, 1892 i c g
- Bombylius albosparsus Bigot, 1892 c g
- Bombylius aleophilus (Hall and Evenhuis, 1981) i c g
- Bombylius alexanderi Paramonov, 1940 c g
- Bombylius altaicus Paramonov, 1940 c g
- Bombylius altimyia Hall and Evenhuis, 1980 i c g
- Bombylius altivolans Francois, 1969 c g
- Bombylius ambustus Pallas & Wiedemann, 1818 c g
- Bombylius analis Olivier, 1789 c g
- Bombylius angulatus Macquart, 1826 c g
- Bombylius antennipilosus Paramonov, 1926 c g
- Bombylius anthophilus Evenhius, 1983 i c g b
- Bombylius anthophoroides Evenhuis, 1977 i c g
- Bombylius apertus (Macquart, 1847) c g
- Bombylius apulus (Cyrillus, 1791) c g
- Bombylius ardens Walker, 1849 c g
- Bombylius arenosus Paramonov, 1940 c g
- Bombylius argentarius Seguy, 1934 c g
- Bombylius argentifacies Austen, 1937 c g
- Bombylius arizonicus Hall, 1980 i c g
- Bombylius armeniacus Paramonov, 1925 c g
- Bombylius atriceps Loew, 1863 i c g b
- Bombylius atropos (Thunberg, 1789) c g
- Bombylius audcenti Bowden, 1984 c g
- Bombylius aureocookae Evenhuis, 1984 i c g
- Bombylius aureus (Evenhuis, 1977) i c g
- Bombylius aurifer Osten Sacken, 1877 i c g b
- Bombylius auriferoides Johnson and Johnson, 1975 i c g
- Bombylius austini Painter, 1933 i c g
- Bombylius axillaris Meigen, 1830 c g
- Bombylius aztec Evenhuis, 1984 i c g
- Bombylius balion Hall and Evenhuis, 1980 i c g
- Bombylius ballmeri Hall and Evenhuis, 1980 i c g
- Bombylius basifumatus Speiser, 1914 c g
- Bombylius bathi Evenhuis i
- Bombylius bedouinus Efflatoun, 1945 c g
- Bombylius bellus (Philippi, 1865) c g
- Bombylius bicolor (Loew, 1861) c g
- Bombylius boharti Evenhuis, 1984 i c g
- Bombylius breviabdominalis Evenhuis, 1977 i c g b
- Bombylius brevirostris Olivier, 1789 c g
- Bombylius brunettii Senior-White, 1922 c g
- Bombylius cachinnans Osten Sacken, 1877 i c g
- Bombylius c-album Evenhuis, 1984 i c g
- Bombylius californicus Evenhuis and Tabet, 1981 i c g
- Bombylius callopterus Loew, 1855 c g
- Bombylius calus (Hall and Evenhuis, 1981) i c g
- Bombylius canadensis Curran, 1933 i c g
- Bombylius candidifrons Austen, 1937 c g
- Bombylius candidus Loew, 1855 c g
- Bombylius canescens Mikan, 1796 c g
- Bombylius capensis Linnaeus, 1764 c g
- Bombylius chinensis Paramonov, 1931 c g
- Bombylius cinerarius Pallas & Wiedemann, 1818 c g
- Bombylius cinerascens Mikan, 1796 c g
- Bombylius cinereus Olivier, 1789 c g
- Bombylius cinerivus Painter, 1962 i c g
- Bombylius cirrhopus Evenhuis, 1978 c g
- Bombylius citrinus Loew, 1855 c g
- Bombylius clio Williston, 1901 i c g
- Bombylius coahuilensis (Hall and Evenhuis, 1981) i c g
- Bombylius collaris Becker, 1906 c g
- Bombylius comanche Painter, 1962 i c g b
- Bombylius comastes Brunetti, 1909 c g
- Bombylius coquilletti Williston, 1899 i c g b
- Bombylius crassitarsis Paramonov, 1940 c g
- Bombylius cruciatus Fabricius, 1798 c g
- Bombylius curtirhynchus Evenhuis, 1978 i c g b
- Bombylius debilis Loew, 1855 c g
- Bombylius depictus Milne Edwards, 1828 c g
- Bombylius deserticola Paramonov, 1940 c g
- Bombylius desertivagus Paramonov, 1940 c g
- Bombylius diagonalis Wiedemann, 1820 c g
- Bombylius dichoptus Hall, 1976 c g
- Bombylius diegoensis Painter, 1933 i c g b
- Bombylius dimidiatus Macquart, 1840 c g
- Bombylius discolor Mikan, 1796 c g
- Bombylius dolorosus Williston, 1901 c g
- Bombylius dolorsus Williston, 1901 i c g
- Bombylius dorsalis Olivier, 1789 c g
- Bombylius duncani Painter, 1940 i c g
- Bombylius eboreus Painter, 1940 i c g
- Bombylius efflatounbeyi Evenhuis, 1978 c g
- Bombylius elbayensis Efflatoun, 1945 c g
- Bombylius elongatus Rossi, 1794 c g
- Bombylius eploceus Seguy, 1949 c g
- Bombylius erectus Brunetti, 1909 c g
- Bombylius erythrocerus Bezzi, 1901 c g
- Bombylius exiguus Walker, 1871 c g
- Bombylius facialis Cresson, 1919 i c g
- Bombylius fallax Austen, 1937 c g
- Bombylius favillaceus Meigen, 1820 c g
- Bombylius femoralis Bezzi, 1924 c g
- Bombylius fimbratus Meigen, 1820 c g
- Bombylius fimbriatus Meigen, 1820 g
- Bombylius fisheri Evenhuis, 1984 i c g
- Bombylius flavicalcaratus Lindner, 1979 c g
- Bombylius flavifacies Hall and Evenhuis, 1980 i c g
- Bombylius flavipes Wiedemann, 1828 g
- Bombylius flavipilosus Cole, 1923 i c g
- Bombylius flaviplosus Cole, 1923 c g
- Bombylius flavissimus Greathead, 1980 c g
- Bombylius floccosus Loew, 1857 g
- Bombylius forbesi Evenhuis, 1983 c g
- Bombylius fraudator Greathead, 1991 c g
- Bombylius fraudulentus Johnson, 1907 i c g b
- Bombylius frommerorum Hall and Evenhuis, 1980 i c g
- Bombylius fulvescens Wiedemann, 1820 g
- Bombylius fulvibasoides Painter, 1962 i c g b
- Bombylius fulvipes Villers, 1789 c g
- Bombylius fulvonotatus Wiedemann, 1818 c g
- Bombylius fulvulus Evenhuis & Greathead, 1999 c g
- Bombylius fulvus (Hall & Evenhuis, 1981) c g
- Bombylius fumosus Dufour, 1852 c g
- Bombylius fuscus Fabricius, 1781 c g
- Bombylius gossyporrhus Evenhuis, 1984 i c g
- Bombylius goyaz (Macquart, 1840) c g
- Bombylius gracilipes Becker, 1906 c g
- Bombylius grandiosus Evenhuis, 1984 i c g
- Bombylius haemorrhoicum (Loew, 1863) c g
- Bombylius haemorrhoidalis Bezzi, 1921 c g
- Bombylius halli Evenhuis and Tabet, 1981 i c g
- Bombylius haywardi Edwards, 1937 c g
- Bombylius helvus Wiedemann, 1821 i c g b
- Bombylius hesychastes (Hall and Evenhuis, 1981) i c g
- Bombylius heximaculatus Loew, 1872 b
- Bombylius hololeucus Loew, 1873 c g
- Bombylius horni Paramonov, 1931 c g
- Bombylius hypoxantha Loew, 1863 c g
- Bombylius incanus Johnson, 1907 i c g b
- Bombylius incognitus Evenhuis & Greathead, 1999 c g
- Bombylius inconspicus Greathead, 1967 c g
- Bombylius insularis (Bigot, 1857) c g
- Bombylius io Williston, 1901 i c g
- Bombylius iphiculus (Hall & Evenhuis, 1981) i c g b
- Bombylius iranicus Paramonov, 1940 c g
- Bombylius japygus Hall and Evenhuis, 1980 i c g
- Bombylius kanabensis Johnson and Johnson, 1975 i c g
- Bombylius kirgizorum Zaitzev, 1989 c g
- Bombylius koreanus Paramonov, 1926 c g
- Bombylius kozlovi Paramonov, 1926 c g
- Bombylius kugleri Zaitzev, 1995 c g
- Bombylius kutshurganicus Paramonov, 1926 c g
- Bombylius lancifer Osten Sacken, 1877 i c g b
- Bombylius landbecki Philippi, 1865 c g
- Bombylius lassenensis Painter, 1965 i c g
- Bombylius leberi Evenhuis, 1984 i c g
- Bombylius lejostomus Loew, 1855 c g
- Bombylius leucopygus Macquart, 1846 c g
- Bombylius loriae (Evenhuis, 1977) c g
- Bombylius lusitanicus Meigen, 1830 c g
- Bombylius luteolus Evenhuis, 1978 c g
- Bombylius macfarlandi Evenhuis, 1985 i c g
- Bombylius maculatus Fabricius, 1775 c g
- Bombylius maculithorax Paramonov, 1926 c g
- Bombylius maculosus (Painter, 1926) i c g
- Bombylius magnificus Evenhuis, 1980 c g
- Bombylius major Linnaeus, 1758 i c g b  (greater bee fly)
- Bombylius marebensis Greathead, 1967 c g
- Bombylius marginatus (Cyrillus, 1792) c g
- Bombylius marilynae Evenhuis, 1984 i c g
- Bombylius massaurensis Greathead, 1967 c g
- Bombylius mauritanus Olivier, 1789 c g
- Bombylius maurus Olivier, 1789 c g
- Bombylius medius Linnæus, 1758 c g
- Bombylius medorae Painter, 1940 i c g
- Bombylius meigeni Evenhuis & Greathead, 1999 c g
- Bombylius melanopygus Bigot, 1861 c g
- Bombylius mendax Austen, 1937 c g
- Bombylius metopium Osten Sacken, 1877 i c g
- Bombylius mexicanus Wiedemann, 1821 i c g b
- Bombylius micropsarus Evenhuis, 1980 c g
- Bombylius minor Linnæus, 1758 c g
- Bombylius mobilis Loew, 1873 c g
- Bombylius moctezuma Hall and Evenhuis i
- Bombylius modestoides Bowden, 1975 c g
- Bombylius modestus Loew, 1873 c g
- Bombylius mohavensis Evenhuis, 1975 i c g b
- Bombylius montanus Johnson and Johnson, 1975 i c g
- Bombylius montium Francois, 1955 c g
- Bombylius morelos Evenhuis & Greathead, 1999 c g
- Bombylius morio Olivier, 1789 c g
- Bombylius morosus Meijere, 1913 c g
- Bombylius moussayensis Efflatoun, 1945 c g
- Bombylius mus Bigot, 1862 c g
- Bombylius narynensis Zaitzev, 1989 c g
- Bombylius navajo (Hall and Evenhius) i g
- Bombylius neithokris Jaennicke, 1867 c g
- Bombylius neopallidus Hall and Evenhuis i
- Bombylius neopulcher Hall and Evenhuis i
- Bombylius neotropicus Evenhuis, 1984 c g
- Bombylius nephthys (Hall and Evenhuis, 1980) i c g
- Bombylius nevadensis Hall and Evenhuis, 1980 i c g
- Bombylius nicholsonae Hall and Evenhuis, 1980 i c g
- Bombylius nigricolor Francois, 1969 c g
- Bombylius nigripes Macquart, 1834 c g
- Bombylius nigriventris Johnson and Johnson, 1975 i c g
- Bombylius nigrofemoratus Painter i c g
- Bombylius niveus Meigen, 1804 c g
- Bombylius nubilus Mikan, 1796 c g
- Bombylius nudus Villers, 1789 c g
- Bombylius numidus Macquart, 1846 c g
- Bombylius obliquus Brullé, 1833 c g
- Bombylius obscuripennis Paramonov, 1929 c g
- Bombylius oceanus Becker, 1908 c g
- Bombylius ochraceus Bigot, 1892 c g
- Bombylius olgae Zaitzev, 1995 c g
- Bombylius olivierii Macquart, 1840 c g
- Bombylius olsufjevi Paramonov, 1940 c g
- Bombylius orientalis Macquart, 1840 c g
- Bombylius ovatus Hall, 1976 c g
- Bombylius painteri Evenhuis, 1978 i c g
- Bombylius painterorum (Hall and Evenhuis, 1981) i c g
- Bombylius pallens Wiedemann, 1820 c g
- Bombylius pallidicruris Brullé, 1833 c g
- Bombylius pallidipilus Greathead, 1967 c g
- Bombylius pallidus Abbassian-Lintzen, 1965 c g
- Bombylius pamiricus Zaitzev, 1989 c g
- Bombylius paradoxus (Hall and Evenhuis, 1981) i c g
- Bombylius pardalotus Francois, 1969 c g
- Bombylius pauli Zaitzev, 2003 c g
- Bombylius pendens Cole and Lovett, 1919 i c g
- Bombylius pericaustus Loew, 1873 c g
- Bombylius persicus Paramonov, 1926 c g
- Bombylius phaeopterus Bezzi, 1924 c g
- Bombylius phlogmodes Evenhuis, 1984 i c g
- Bombylius pintuarius Baez, 1983 c g
- Bombylius plichtai Hall and Evenhuis, 1980 i c g
- Bombylius plumipes Drury, 1773 c g
- Bombylius podagricus Paramonov, 1940 c g
- Bombylius polius Zaitzev, 2004 c g
- Bombylius polypogon Loew, 1855 c g
- Bombylius posticus Fabricius, 1805 c g
- Bombylius postversicolor Evenhuis & Greathead, 1999 c g
- Bombylius primogenitus Walker, 1849 c g
- Bombylius probellus Hardy, 1942 c g
- Bombylius propinquus Brunetti, 1909 c g
- Bombylius proximocruciatus Abbassian-Lintzen, 1965 c g
- Bombylius pulchellus Loew, 1863 i c g b
- Bombylius pulcher (Painter, 1926) i c g
- Bombylius pulcherrimus Evenhuis & Greathead, 1999 c g
- Bombylius pumilus Meigen, 1820 c g
- Bombylius punctipennis Loew, 1855 c g
- Bombylius pusiellus Evenhuis & Greathead, 1999 c g
- Bombylius pygmaeus Fabricius, 1781 i c g b
- Bombylius pyrrhothrix (Hall and Evenhuis, 1981) i c g
- Bombylius quadricolor Evenhuis, 1984 i c g
- Bombylius quadrifarius Loew, 1855 c g
- Bombylius queretaroensis Evenhuis & Greathead, 1999 c g
- Bombylius quirinus Evenhuis, 1984 i c g
- Bombylius ravus Loew, 1863 i c g
- Bombylius recedens Walker, 1852 c g
- Bombylius reginae Evenhuis, 1984 c g
- Bombylius repeteki Paramonov, 1940 c g
- Bombylius rhea Evenhuis, 1984 i c g
- Bombylius rhodius Loew, 1855 c g
- Bombylius roonwali Zaitzev, 1988 c g
- Bombylius rossicus Evenhuis & Greathead, 1999 c g
- Bombylius rufiventris Macquart, 1846 c g
- Bombylius rufum Olivier, 1789 c g
- Bombylius ruizi Edwards, 1937 c g
- Bombylius ruoanalis Macqaurt, 1850 c g
- Bombylius rutilous (Hall. 1975) i c g
- Bombylius rutilus (Hall, 1975) i g
- Bombylius saudiensis Greathead, 1980 c g
- Bombylius schaeuffelei Lindner, 1979 c g
- Bombylius semifuscus Meigen, 1820 c g
- Bombylius seminiger Becker, 1906 c g
- Bombylius semirufus (Loew, 1872) c g
- Bombylius senilis (Fabricius, 1794) c g
- Bombylius septentrionalis (Hall and Evenhuis, 1981) i c g
- Bombylius shah Paramonov, 1940 c g
- Bombylius shelkovnikovi Paramonov, 1926 c g
- Bombylius shibakawae Matsumura, 1916 c g
- Bombylius sierra Evenhuis & Greathead, 1999 c g
- Bombylius silvus Cole and Lovett, 1919 i c g
- Bombylius similis (Modeer, 1786) c g
- Bombylius simplicipennis Bezzi, 1924 c g
- Bombylius simulans Austen, 1937 c g
- Bombylius socotrae Greathead, 1969 c g
- Bombylius spinipes Thomson, 1869 c g
- Bombylius spinulosus Hasbenli & Zaitzev, 2000 c g
- Bombylius striatifrons Becker, 1906 c g
- Bombylius subacutus Hesse, 1938 c g
- Bombylius subflavus (Painter, 1926) i c g
- Bombylius submaculosus (Hall and Evenhuis, 1981) i c g
- Bombylius succandidus Roberts, 1928 c g
- Bombylius suffusa Walker, 1849 c g
- Bombylius susianae Abbassian-Lintzen, 1965 c g
- Bombylius sylphae Evenhuis, 1984 i c g
- Bombylius syndesmus (Coquillett, 1894) i c
- Bombylius syrinx Evenhuis, 1980 c g
- Bombylius sytshuanensis Paramonov, 1926 c g
- Bombylius taxcoensis Hall & Evenhuis, 1981 c g
- Bombylius taxconesis (Hall and Evenhuis, 1981) i c g
- Bombylius tephroleucus Loew, 1855 c g
- Bombylius terminalis Brunetti, 1909 c g
- Bombylius testaceiventris Paramonov, 1925 c g
- Bombylius texanus Painter, 1933 i c g b
- Bombylius thapsinoides Evenhuis, 1978 c g
- Bombylius torquatus Loew, 1855 c g
- Bombylius trichurus Pallas, 1818 c g
- Bombylius tripudians Bezzi, 1924 c g
- Bombylius tuckeri Hesse, 1938 c g
- Bombylius turanicus Paramonov, 1926 c g
- Bombylius turcmenicus Paramonov, 1926 c g
- Bombylius uniformis Paramonov, 1955 c g
- Bombylius ushinskii Paramonov, 1940 c g
- Bombylius uzbekorum Paramonov, 1926 c g
- Bombylius vagabundus Meigen, 1830 c g
- Bombylius vagans Meigen, 1830 c g
- Bombylius valdivianus Rondani, 1863 c g
- Bombylius validus Loew, 1863 i c g b
- Bombylius vallicola Evenhuis and Tabet, 1981 i c g
- Bombylius vansoni Hesse, 1936 c g
- Bombylius varius Fabricius, 1805 i c g b
- Bombylius venosus Mikan, 1796 c g
- Bombylius vittatus (Painter, 1926) i c g
- Bombylius vlasovi Paramonov, 1940 c g
- Bombylius wadensis Efflatoun, 1945 c g
- Bombylius walkeri Evenhuis, 1978 c g
- Bombylius washingtoniensis Evenhuis, 1978 i c g
- Bombylius watanabei Matsumura, 1916 c g
- Bombylius waterbergensis Hesse, 1938 c g
- Bombylius willistoni Evenhuis, 1984 i c g
- Bombylius xanthinus Evenhuis & Greathead, 1999 c g
- Bombylius xanthothrix Evenhuis, 1978 i c g
- Bombylius zapataensis Evenhuis, 1984 i c g
- Bombylius zarudnyi Paramonov, 1940 c g
- Bombylius zephyr Evenhuis & Greathead, 1999 c g
- Bombylius zircon Evenhuis, 1984 i c g
- Bombylius zonicus Evenhuis & Greathead, 1999 c g

Извор податка: i = ITIS, c = Catalogue of Life, g = GBIF, b = Bugguide.net